# Dan Tepfer
Dan Tepfer est un compositeur et pianiste franco-américain de jazz.
Il s'est produit, entre autres, avec Steve Lacy, Dave Holland, Chris Potter, Bob Brookmeyer, Claudia Solal, Lee Konitz (avec lequel il a enregistré en 2009 puis en 2018 des disques en duo) et Christian McBride.

## Biographie

### Jeunesse
Dan Tepfer nait à Paris en 1982. Ses parents sont américains, son père est biologiste (ainsi qu'un de ses oncles et un grand-père), et sa mère chanteuse à l'Opéra de Paris. Son grand-père maternel, Chuck Ruff, était pianiste de jazz,,. Dan Tepfer commence l'étude du piano classique à six ans au conservatoire à rayonnement communal du 12e arrondissement de Paris, et très vite se met à improviser.
Il obtient une licence d'astrophysique à l'université d'Édimbourg. De retour aux États-Unis, il est diplômé en 2005 au Conservatoire de musique de la Nouvelle-Angleterre à Boston, où il étudie notamment avec Fred Hersch, Bob Brookmeyer, Steve Lacy et Danilo Pérez, qui lui a appris l'importance du rythme,. Il s'installe à New York où il devient rapidement un musicien demandé.

### Débuts professionnels
Il remporte plusieurs prix, dont le Premier prix et le Prix du public au concours de piano solo au Montreux Jazz Festival (2006) ; le Premier prix du concours de l'East Coast Jazz Festival à Rockville (Maryland) (2006) ; le Premier prix du concours de l'American Pianists Association (en) en 2007. Il remporte également le 4e prix au Concours de piano jazz Martial Solal en 2006.
En 2008, Dan Tepfer est nommé ambassadeur culturel des États-Unis, et donne des concerts et des masterclasses en Azerbaïdjan, en Géorgie, en République tchèque, à Londres, en Corée du Sud…
En 2009 parait Duos with Lee, un album de duos avec Lee Konitz, que Tepfer a rencontré en 2006 grâce à Martial Solal, compagnon de route de Konitz. Sa relation avec Konitz amène Tepfer à fuir les clichés et à approfondir sa singularité musicale : « quel que soit le contexte, Lee sonne exactement comme lui-même. Travailler avec quelqu'un d'aussi singulier m'a forcé à penser sérieusement à qui je suis, à ce que signifie le fait que ce soit moi qui joue. »

### Années 2010
En 2010, l'Orchestre de la garde du Château de Prague lui commande un concerto pour orchestre à vents et piano improvisé, intitulé The View from Orohena (« La vue depuis Orohena »). La première a lieu au Château de Prague le 4 mai 2010.
En 2011, parait Goldberg Variations/Variations, un disque salué par la critique, sur lequel il joue les Variations Goldberg telles que les a écrites Bach, en ajoutant des variations improvisées qui répondent aux variations originelles. Chacune d'elles est guidée par une idée de base, répondant à la musique écrite par Bach, mais en concert les improvisations s'avérent très différentes d'un concert à l'autre. Il crée ainsi un commentaire contemporain au chef-d'œuvre de Bach, qu'il a entendu pour la première dans la version de 1981 de Glenn Gould. L'idée de ce jeu avec les Variations Goldberg est venu par hasard, lors d'un concert en solo en République tchèque en 2007, au cours duquel il a décidé d'utiliser une variation de Bach comme support pour l'improvisation.
En 2013 parait Small Constructions, un album en duo avec le saxophoniste Ben Wendel. On y trouve trois compositions, plusieurs standards, une variation de Haendel et des morceaux de Lennie Tristano et Thelonious Monk.
En juillet 2018 sort Decade, célébrant les dix ans du duo de Tepfer avec Lee Konitz. Comme le précédent, Decade est un album laissant une large place à l'improvisation, seuls le standard Body and Soul et la 9/11 Suite sont des compositions.
La même année parait Natural Machines, un « album vidéo » diffusé sur YouTube. Pour ce projet, Dan Tepfer a écrit des programmes informatiques sur SuperCollider qui interagissent en temps réel pendant qu'il improvise directement sur son piano, un Yamaha Disklavier. Ainsi, ce qu'il joue peut par exemple être répété comme dans un jeu de miroir, l'aigu devenant grave et inversement, suivant différentes combinaisons rythmiques. Pour accompagner la musique, Tepfer a également écrit des programmes sur Processing permettant de visualiser ce qu'il se passe, à l'aide de formes abstraites pouvant évoquer des images astronomiques,. Les vidéos publiées sur YouTube sont soigneusement montées par Tepfer, donnant une qualité visuelle unique à ce projet.

### Années 2020
Pendant la pandémie de Covid-19, Dan Tepfer a commencé son projet #BachUpsideDown, où il s'est amusé avec les Variations Goldberg de Jean-Sébastien Bach : après qu'il a joué chaque variation, un algorithme de sa composition la rejoue en miroir, en inversant les hauteurs des notes. #BachUpsideDown.
De janvier à avril 2023, il publie sur les réseaux sociaux « cent jours d'exercices », montrant diverses façons qu'il a de pratiquer son piano : exercices harmoniques, rythmiques, morceaux classiques, standards, exercices avec des algorithmes…
Le 17 mars 2023 paraît l'album Inventions/Reinventions, chez StorySound Records. Après Goldberg Variations/Variations, le pianiste y poursuit son travail autour de l'œuvre de Jean-Sébastien Bach, en se concentrant ici sur les Inventions à deux voix du compositeur, qu'il interprète à la lettre. Il ajoute des Inventions improvisées, dans son propre style, dans les neuf tonalités que Bach a laissé de côté, en conservant la dimension narrative des pièces de Bach,. Afin d'être proche de sa famille après la mort accidentelle de sa mère, Tepfer enregistre l'album à Paris, sur un piano ayant appartenu à son grand-père.
Son album Internal Melodies, en duo avec le saxophoniste Miguel Zenón, parait le 10 novembre 2023 chez Main Door Music, le label créé par Tepfer. DownBeat lui accorde la note maximale de cinq étoiles.

## Discographie
- 2005 : Before the Storm, Dan Tepfer Trio, avec Richie Barshay et Jorge Roeder (Diz Records)
- 2007 : Oxygen, Dan Tepfer Trio, avec Richie Barshay et Jorge Roeder (Diz Records)
- 2009 : Twelve Free Improvisations in Twelve Keys, piano solo (Diz Records)
- 2009 : Duos with Lee, en duo avec Lee Konitz  (Sunnyside Records)
- 2010 : Five Pedals Deep, Dan Tepfer Trio, avec Thomas Morgan et Ted Poor (Sunnyside Records)
- 2011 : Goldberg Variations/Variations, piano solo (Sunnyside Records)
- 2011 : Sixty-Eight, avec Billy Hart  (SteepleChase Records)
- 2013 : Small Constructions, en duo avec Ben Wendel (Sunnyside Records)
- 2017 : Eleven Cages, Dan Tepfer Trio, avec Thomas Morgan et Nate Wood (Sunnyside Records)
- 2018 : Decade, en duo avec Lee Konitz (Verve Records)
- 2018 : Natural Machines, album vidéo (Main Door Music)
- 2023 : Inventions/Reinventions (StorySound Records)
- 2023 : Internal Melodies, en duo avec Miguel Zenón (Main Door)[20]

## Compositions
Dan Tepfer a écrit plusieurs pièces de musique dite classique, intégrant ou non de l'improvisation.
- 2007 : Solo Blues, pour violon et piano.

La pièce est écrite pour un seul instrumentiste jouant alternativement du violon et du piano : les résonances de celui-ci accompagnent le violon, qui peut être joué sur les cordes à vide pendant que l'interprète égrène des accords au piano.
- 2010 : The View from Orohena, concerto pour piano et vents.

La forme est celle d'un concerto classique en trois mouvements. La partition orchestre est écrite pour un orchestre de vents (bois, cuivres…). La partie de piano, pensée pour Tepfer lui-même, laisse une large part à l'improvisation.
Orohena est la plus haute montagne de Tahiti, une partie des structures rythmiques du concerto empruntent à la musique tahitienne.
- 2015 : Algorithmic Transform, pour orchestre.

Cette suite en trois mouvements est inspirée par les recherches de Tepfer sur l'utilisation d'algorithmes dans la composition.
- 2016 : Solar Spiral, pour quatuor à cordes et piano.

Le piano improvise en partie sur cette pièce. Le second mouvement, Tahiti, emprunte des rythmes à la musique tahitienne.

## Filmographie
- 2014 : Movement and Location[22] de Alexis Boling (Harmonium Films)